# مجلس النقل السطحي
مجلس النقل السطحي (STB) للولايات المتحدة هو مجلس قضائي فيدرالي من الحزبين والمستقل. تم إنشائه في 1 يناير 1996 لتولي بعض الوظائف التنظيمية التي كانت تدار من قبل لجنة التجارة بين الولايات عندما تم إلغاء غرفة التجارة بين الولايات.
تم إلغاء أو نقل الوظائف التنظيمية الأخرى لغرفة التجارة بين الولايات إلى الإدارة الفيدرالية لسلامة ناقلات السيارات أو إلى مكتب إحصاءات النقل داخل وزارة النقل.
يتمتع بإشراف تنظيمي اقتصادي واسع على خطوط السكك الحديدية ، بما في ذلك الأسعار والخدمات والبناء والاستحواذ والتخلي عن خطوط السكك الحديدية وعمليات دمج شركات النقل وتبادل حركة المرور بين شركات النقل. كما يشرف أيضاً على ناقلات خطوط الأنابيب وناقلات الحافلات بين المدن وشركات الشاحنات المتحركة وشركات النقل بالشاحنات المشاركة في الأنشطة الجماعية وشركات نقل المياه العاملة في التجارة المحلية غير المتجاورة.
يتمتع مجلس الإدارة بسلطة تقديرية واسعة ، من خلال سلطته المعفاة من القوانين الفيدرالية والولائية والمحلية ، لتكييف أنشطته التنظيمية لتلبية احتياجات النقل المتغيرة في البلاد.

## وصلات خارجية
- موقع مجلس النقل السطحي